# Стари Тјеков
Стари Тјеков (слч. Starý Tekov) насељено је мјесто са административним статусом сеоске општине (слч. obec) у округу Љевице, у Њитранском крају, Словачка Република.

## Становништво
| Година:    | 1994. | 2004.   | 2014.   | 2024.    |
| ---------- | ----- | ------- | ------- | -------- |
| Број људи: | 1490  | 1467    | 1414    | 1597     |
| Разлика:   |       | -1,54 % | -3,61 % | +12,94 % |

| Година:    | 2023. | 2024.   |
| ---------- | ----- | ------- |
| Број људи: | 1548  | 1597    |
| Разлика:   |       | +3,16 % |

Према подацима о броју становника из 2011. године насеље је имало 1.434 становника.